# Clarence Horning
Clarence Edward „Steamer“ Horning (* 15. November 1892 in Phoenix, New York; † 24. Januar 1982 in Beverly Hills, Michigan) war ein US-amerikanischer American-Football-Spieler. Er spielte unter anderem in der National Football League bei den Toledo Maroons.

## Spielerlaufbahn
Clarence Horning studierte an der Colgate University, wo er auch American Football spielte. Aufgrund seiner sportlichen Leistungen wurde er als Mannschaftskapitän seines Teams im Jahr 1916 zum All-American gewählt. Im Jahr 1920 wurde er Profifootballspieler und spielte für die Detroit Heralds. Nach der Saison mussten die Heralds den Spielbetrieb einstellen und Horning verpflichtete sich bei den Detroit Tigers, die im Laufe der Saison ihren Spielbetrieb gleichfalls einstellen mussten. Horning spielte die Saison bei den Buffalo All-Americans zu Ende. Die nächsten beiden Spieljahre lief er für die Toledo Maroons auf und wurde Mitspieler vom späteren Mitglied in der College Football Hall of Fame Herb Stein und dessen Bruder Russ Stein. Die Maroons konnten ihre erste Saison in der NFL positiv gestalten. Ihren fünf Siegen standen zwei Niederlagen und zwei Unentschieden gegenüber, darunter ein 0:0 gegen den späteren NFL-Meister Canton Bulldogs. Im selben Jahr wurde Horning zum All-Pro gewählt. Nachdem die Maroons nach der Saison 1923 nach Kenosha, Wisconsin übergesiedelt waren, beendete Horning seine Laufbahn.